# ラヨン
ラヨン（ロシア語・ウクライナ語: райо́н, ベラルーシ語: раён, ルーマニア語: raion, アゼルバイジャン語: rayon）は、主にソビエト連邦を構成していた国などに見られる行政区画。
車輪の「輻」（スポーク）を意味するフランス語「レヨン」（rayon）に由来する。英語で放射状の「光線」を意味するray、円の「半径」を意味するradiusなどと同源の語である。なおロシア語では「ライヨン」(ロシア語発音: [rɐˈjɵn])と発音 。英語ではレーヨン（Rayon）と混同を避けるために、Raion と綴る。
日本語では以下のように訳される。
- 国または州の下の行政区画。地区と訳される。
- 市の下の行政区画。区と訳される。

## ソビエト連邦諸国のラヨン
ラヨンはアゼルバイジャン、ベラルーシ、ジョージア、ラトビア、モルドバ、ロシア連邦、ウクライナ、およびかつてのソ連の行政区画である。この行政区画は1923年から1929年にかけてのソ連の行政改革によって、帝政ロシアの郷（ヴォロスチ）（во́лость）と郡（ウイェースト）（уе́зд）から変わったものである。
通常、ラヨンは国の2段階下の行政区画で以下の行政区画の下位に置かれている。
- 州（вобласьць）。（ベラルーシ）
- 州（オブラスチ）、地方（クライ）、自治共和国、自治州および大都市。（ロシア）
- ソビエト社会主義共和国（SSR）、州（オブラスチ）、地方（クライ）、共和国、大都市。（ソ連）
- 州（オブラスチ）、大都市、クリミア自治共和国。（ウクライナ）

一般的には選挙により地区ソヴィエト（райсовет）の評議員と首長を決定する。

### ロシア連邦におけるラヨン
ソビエト連邦の崩壊の後もこの地区の枠組みは残ったが、いくつかの国ではその国での独特な呼び方に変わった。
- カレリア共和国 - 地区（ラヨン）は民族地区（национальные районы）と郷（волости）と共に同じ行政段階にあり、民族地区と郷は少数民族の多い地域に設置されている。
- サハ共和国 - ウルス（улус）
- トゥヴァ共和国 - コジューン（кожуун）

ロシアの連邦市、首都モスクワでは、モスクワ環状道路内にある10行政区（administrative okrug オクルグ）のさらなる区分は地区（ラヨン）である。同じく連邦市のサンクトペテルブルクでは、18の区（ラヨン）のさらなる区分けは地区（municipal okrug オクルグ）である。

## ブルガリアにおけるラヨン
ブルガリアでも、都市部の行政区画はラヨンと呼ばれている。
ブルガリアの首都であるソフィアは、それだけで単一の州（オブラスト、област/oblast )であり、また単一の基礎自治体（オプシュティナ、община / obshtina ）でもある。ソフィア自治体の下位には24の区（ラヨン）が置かれている。
また、人口30万人を超える2つの町（град / grad ）プロヴディフおよびヴァルナにもその下位に区が設置されている。